# Evangelístria (Béotie)
Evangelístria, en grec moderne : Ευαγγελίστρια, est un village du dème d'Alíartos-Thespiés, district régional de Béotie, en Grèce-Centrale.
Selon le recensement de 2011, la population du village compte 191 habitants.